# Phanerotomella fumipennis
Phanerotomella fumipennis är en stekelart som beskrevs av Herbert Zettel 1989. Phanerotomella fumipennis ingår i släktet Phanerotomella och familjen bracksteklar. Inga underarter finns listade i Catalogue of Life.